# Musée Frieder-Burda
Le musée Frieder-Burda, ou Museum Frieder Burda en allemand, est un musée d'art de Baden-Baden, construit selon le concept de l'architecte Richard Meier. Ouvert en octobre 2004, il est adjacent à la Kunsthalle Baden-Baden (de) sur la Lichtentaler Allee et abrite une collection privée. En plus de l'exposition permanente d'œuvres du modernisme classique et d'art contemporain de la collection du propriétaire et fondateur Frieder Burda (en), des expositions temporaires sont régulièrement présentées.

## Fondation Frieder Burda

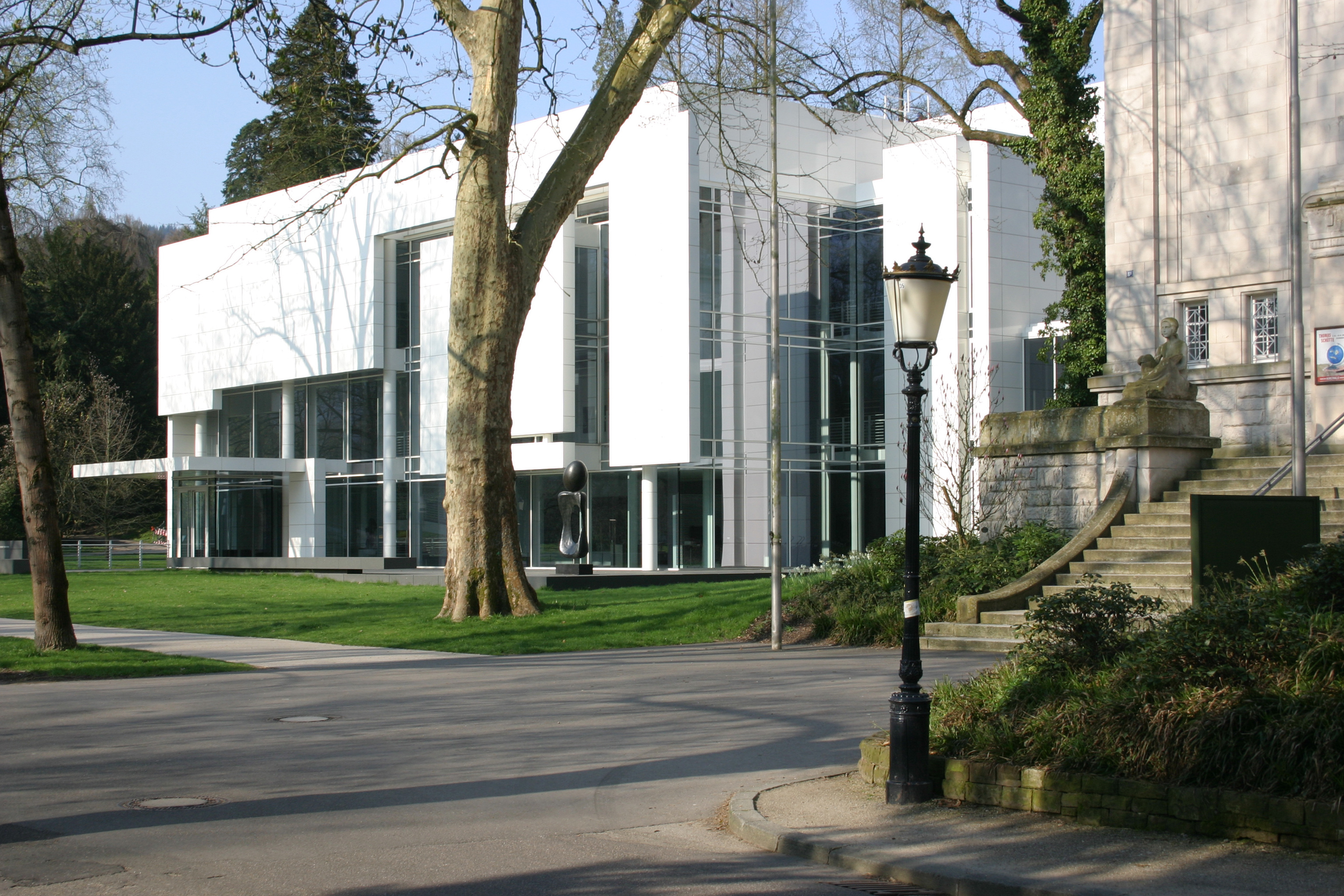
Vue depuis la Lichtentaler Allee avec l'entrée de la State Art Gallery (2006).

Afin de permettre à Frieder Burda de préserver sa collection d'art et de la rendre accessible au public, la Fondation Frieder Burda est créée en 1998. Le but de la fondation est de promouvoir l'art, la culture et la science.
À l'origine, Frieder Burda avait prévu un musée pour sa collection à Mougins dans le sud de la France, son lieu de vie de longue date — il y a une résidence secondaire — et dernière résidence de Pablo Picasso. En fin de compte, il a décidé de construire ce nouveau musée à Baden-Baden, lieu de sa résidence principale.
Depuis 2004, la fondation a autofinancé l'intégralité de ses frais de fonctionnement.

### Organisation
Sous la direction de Frieder Burda, Klaus Gallwitz (de) est directeur fondateur de 2004 à 2006,. Götz Adriani lui succède en tant que directeur artistique et, à partir de 2014, Helmut Friedel endosse ce rôle.
En mai 2017, Frieder Burda nomme Henning Schaper à la direction du musée ainsi qu'au conseil d'administration de la fondation, dans lequel Elke Burda et son fils Dominic Kamp sont également représentés. À cette époque, Frieder Burda vient de passer la responsabilité de la collection à sa belle-fille Patricia Kamp,, qui a ouvert la branche « Berliner Salon » du musée en 2016 dans l'ancienne école de filles juives de Berlin (de),.
Frieder Burda est mort à l'été 2019, à Baden-Baden, à l'âge de 83 ans.

## Architecture

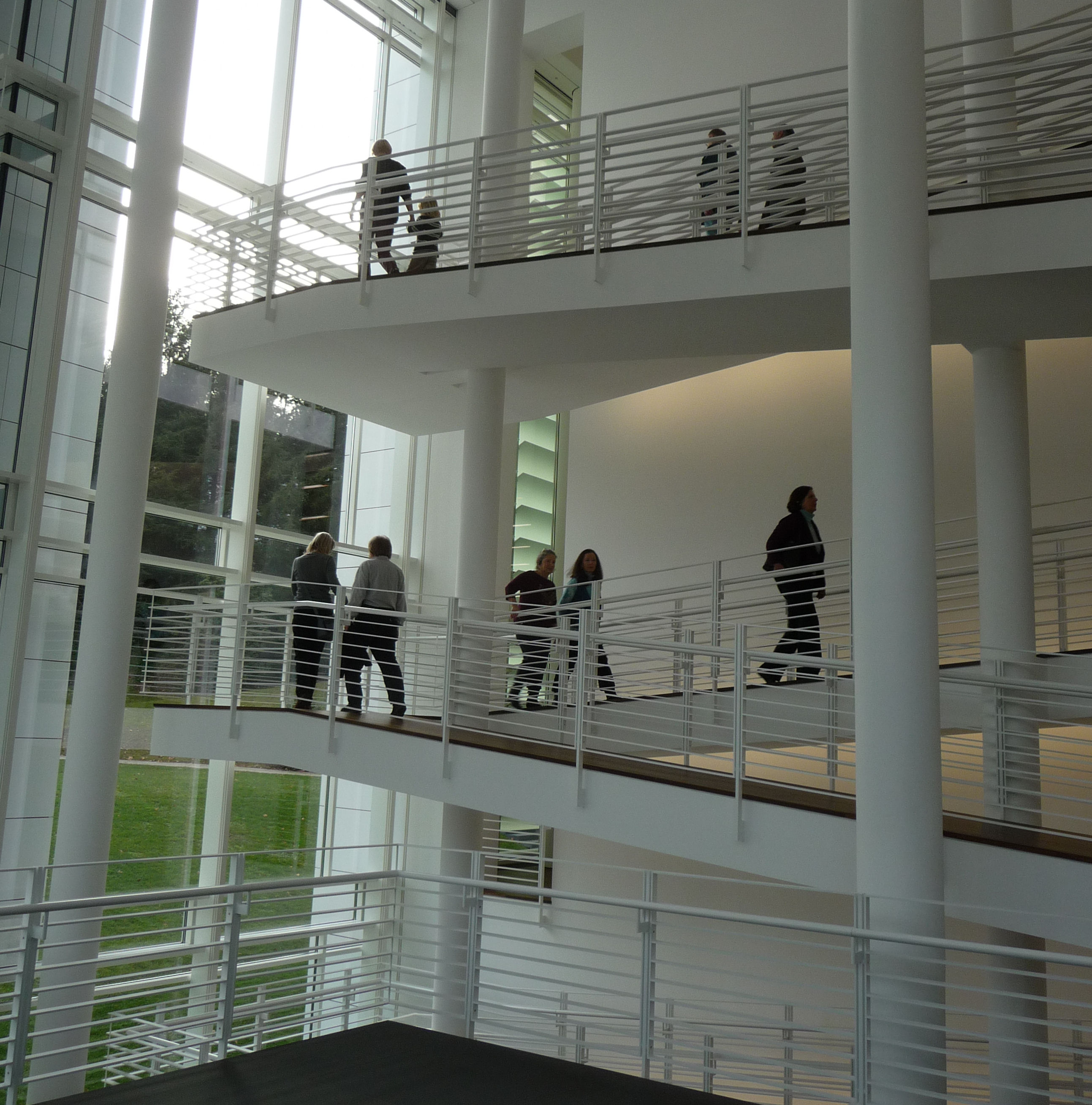
La rampe.

L'architecte américain Richard Meier a conçu un bâtiment clair et ouvert avec deux grandes salles, deux cabinets et un sous-sol. Comme dans les anciens bâtiments d'origine, les trois étages du musée pensé par Maier sont accessibles par des rampes d'accès. Le musée est relié par un pont de verre au bâtiment de la Staatliche Kunsthalle d'Hermann Billing, plus vieux de 100 ans, dont la séquence de salles plus petites et plus grandes est toujours considérée comme un exemple particulièrement réussi d'architecture muséale proportionnée et fonctionnelle. Le « pont » se fait également en termes de contenu : des expositions communes sont organisées et traversent les deux musées.
Le nouveau bâtiment d'environ 1 000 mètres carrés de surface d'exposition a coûté environ 15 millions d'euros. Aucun fonds public n'a été utilisé pour les deux années de construction. Le musée a été construit par l'architecte de Baden-Baden Peter W. Kruse.
Alors que le projet de construction et les premiers plans du bureau d'architecture de Bâle Steib + Steib pour la construction de la partie collection privée du musée ont longtemps été controversés en raison de la sur-construction d'une partie du parc historique de la Lichtentaler Allee, l'intégration de la structure du bâtiment ouvert dans l'avenue a rencontré un écho favorable après l'achèvement du projet de Richard Meier.